# Abel Tasman National Park
Abel Tasman National Park – park narodowy zlokalizowany na północnym krańcu Alp Południowych, na Wyspie Południowej Nowej Zelandii, w regionie Tasman. Utworzony w 1942 roku. Jest najmniejszym parkiem narodowym w Nowej Zelandii. Obejmuje obszar 225 km². W skład parku wchodzą lasy, wzgórza, a na północy doliny rzek Takaka i Riwaka. Park na północy styka się z wodami zatoki Golden Bay i Zatoki Tasmana.
Na terenie parku znajduje się 52-kilometrowy Szlak Wybrzeża Abel Tasman, jeden z Wielkich Szlaków.

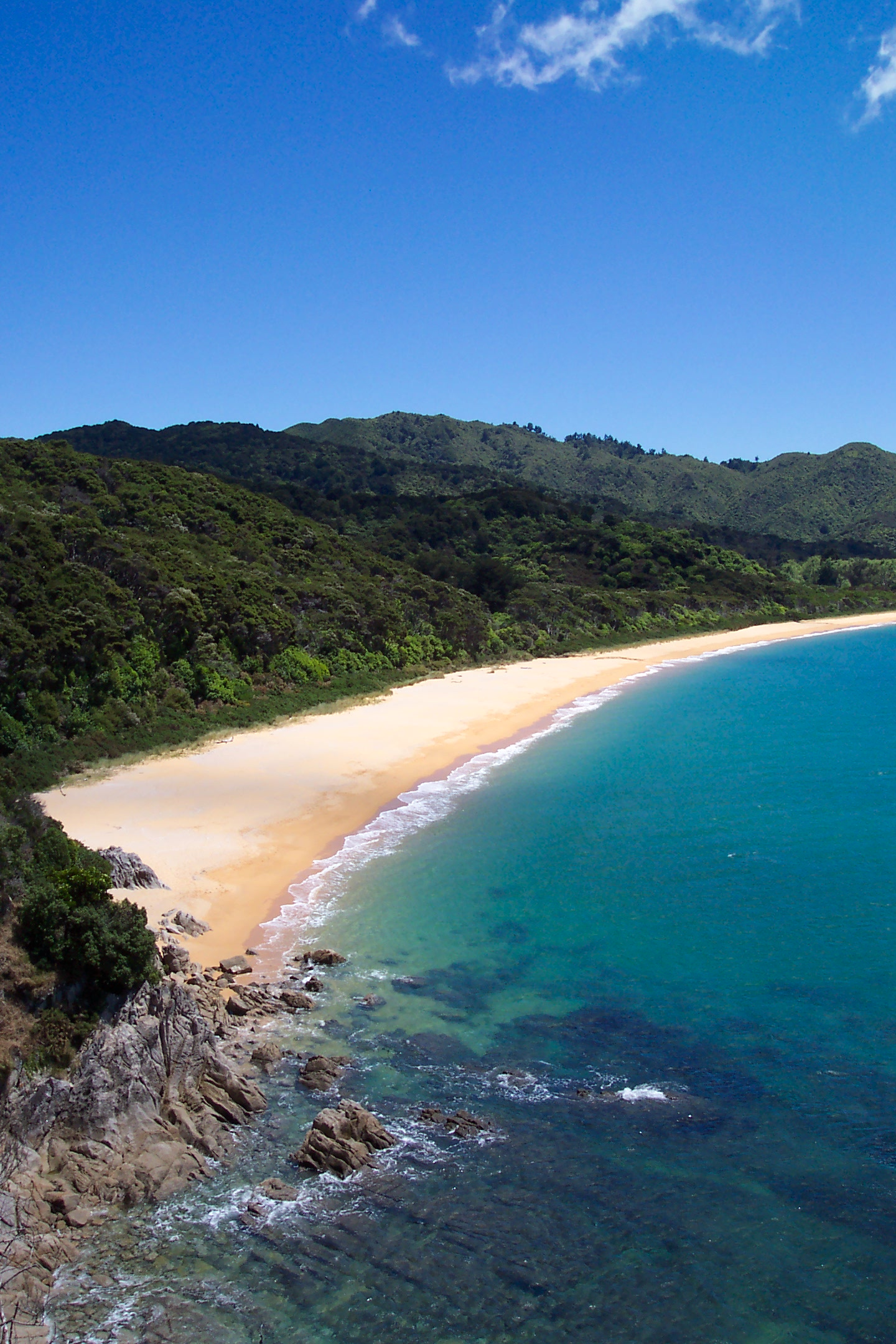
Totaranui

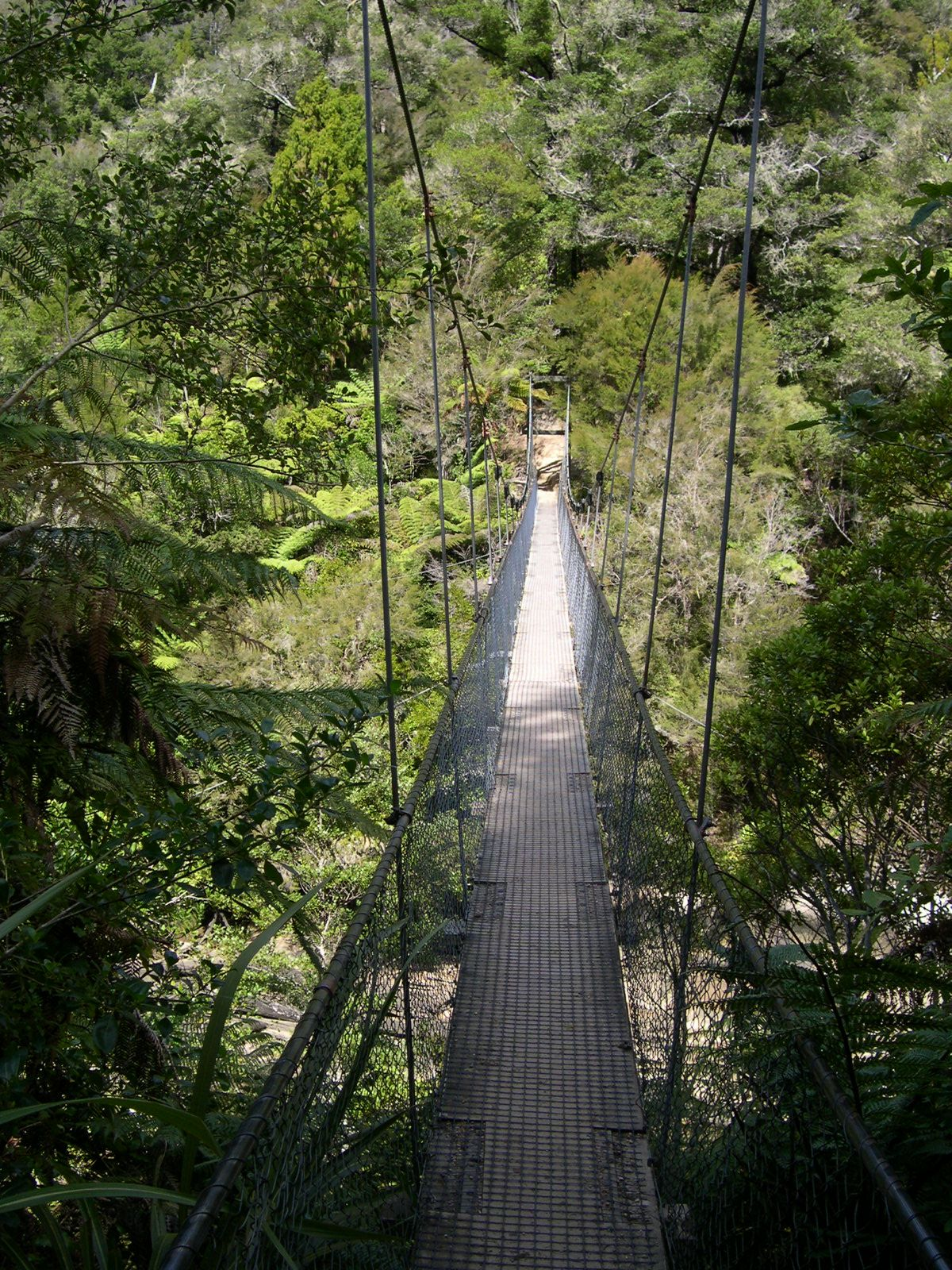
Wiszący most

## Flora
Gęsty las deszczowy w parku narodowym zdominowany jest przez zbiorowiska bukanu Solandera (Nothofagus solandri), ale są one wspólne z wieloma innymi rodzimymi gatunkami drzew. Należą do nich Nothofagus truncata, Dacrycarpus dacrydioides, Weinmannia racemosa, Dacrydium cupressinum, Metrosideros robusta, Bukan Menziesa (Nothofagus menziesii) i Alectryon excelsus. Roślinność pod głównym baldachimem składa się z mniejszych drzew i krzewów. Wśród podszytu żyje około 200 gatunków paproci, takich jak gatunki olbrzymki (Cyathea medullaris, Cyathea dealbata, czy Cyathea cunninghammii) i Dicksonia squarrosa. Warstwę niewielkich drzew i krzewów uzupełniają m.in. takie rośliny jak: Sophora, Dodonaea viscosa, Coriaria arborea, Leptospermum scoparium, Kunzea ericoides, Melicytus ramiflorus, Piper excelsum i Pittosporum lineare. Bardziej wilgotne tereny zajmują Typha orientalis, Plagianthus divaricatus i Juncus kraussii subsp. australiensis. Regiony przybrzeżne zasiedlane są przez gatunki Poa triodioides, Phormium tenax, Clematis paniculata, Calystegia soldanella i Carex pumila. Można również znaleźć wiele gatunków storczykowatych. Z kolei drzewo Streblus banksii jest powszechnie spotykane na wyspach parku. Rodzime gatunki, które są uważane za wrażliwe w Nowej Zelandii, występują w parku narodowym. Są to między innymi Lepidium banksii, Scutellaria novae-zelandiae, Senecio glaucophyllus, Kirkianella glauca i Rorippa divaricata. Wiele innych, takich jak Peraxilla colenso, Peraxilla tetrapetala, jest zagrożonych. Introdukowane rośliny, takie jak Ulex europaeus, Delairea odorata, Cytisus scoparius, Tradescantia fluminensis, Calamagrostis arenaria, Hakea salicifolia, czy gatunki z rodzajów krokosmia (Crocosmia), ligustr (Ligustrum) i irga (Cotoneaster), zostały wprowadzone przez drapieżniki (takie jak kitanki lisie) i zagrażają naturalnej roślinności Parku Narodowego Abla Tasmana. 